# منتخب تايبيه الصينية لكأس فيد
منتخب تايبيه الصينية لكأس فيد هو ممثل تايبيه الصينية الرسمي في كرة المضرب في كأس فيد.